# 阿里科·苏亚雷斯
阿里科·苏亚雷斯（西班牙語：Arico Suárez，1908年6月5日—1979年4月18日），阿根廷男子足球运动员，场上位置是中场。他曾代表阿根廷国家队参加1930年国际足联世界杯，结果队伍获得亚军。